# Westerleigh and Coalpit Heath
Westerleigh and Coalpit Heath är  en civil parish i distriktet South Gloucestershire, i Storbritannien. Det ligger i grevskapet Gloucestershire och riksdelen England, i den södra delen av landet, 160 km väster om huvudstaden London. Det inkluderar Westerleigh, Henfield, Kendleshire, Ram Hill, Rodford och Westerleigh Hill. Civil parish hade 3 568 invånare år 2021. Fram till 1 april 2023 hette den Westerleigh.